# Coupe d'Allemagne de patinage artistique 1989
Navigation
Édition précédente Édition suivante
La Coupe d'Allemagne était une compétition internationale de patinage artistique qui se déroulait en Allemagne au cours de l'automne, entre 1986 et 2004. Elle accueillait des patineurs amateurs de niveau senior dans quatre catégories: simple messieurs, simple dames, couple artistique et danse sur glace. En 1989, son nom officiel était la Coupe des nations.
La troisième Coupe d'Allemagne est organisée du 10 au 12 novembre 1989 à Gelsenkirchen.

## Résultats

### Messieurs
| Rang | Nom             | Pays                 | Points | Prog. court | Prog. libre |
| ---- | --------------- | -------------------- | ------ | ----------- | ----------- |
| 1    | Petr Barna      | Tchécoslovaquie      | 1.5    | 1           | 1           |
| 2    | Viktor Petrenko | Union soviétique     | 3.0    | 2           | 2           |
| 3    | Paul Wylie      | États-Unis           | 4.5    | 3           | 3           |
| 4    | Daniel Weiss    | Allemagne de l'Ouest | 4.0    | 4           | 4           |
| 5    | Ronny Winkler   | Allemagne de l'Est   | 8.0    | 6           | 5           |
| 6    | Richard Zander  | Allemagne de l'Ouest | 9.5    | 5           | 7           |
| 7    | Patrick Brault  | Canada               | 10.0   | 8           | 6           |
| 8    | Éric Millot     | France               | 11.5   | 7           | 8           |
| 9    | John Martin     | Royaume-Uni          | 14.0   | 10          | 9           |
| 9    | Oliver Höner    | Suisse               | 14.5   | 9           | 10          |

### Dames
| Rang | Nom              | Pays                 | Points | Prog. court | Prog. libre |
| ---- | ---------------- | -------------------- | ------ | ----------- | ----------- |
| 1    | Tonya Harding    | États-Unis           | 1.5    | 1           | 1           |
| 2    | Marina Kielmann  | Allemagne de l'Ouest | 4.5    | 5           | 2           |
| 3    | Patricia Neske   | Allemagne de l'Ouest | 4.5    | 3           | 3           |
| 4    | Natalia Lebedeva | Union soviétique     | 5.0    | 2           | 4           |
| 5    | Michele Claret   | Suisse               | 7.0    | 4           | 5           |
| 6    | Charlene Wong    | Canada               | 9.0    | 6           | 6           |
| 7    | Lenka Kulovana   | Tchécoslovaquie      | 11.0   | 8           | 7           |
| 8    | Tamara Teglassy  | Hongrie              | 11.5   | 7           | 8           |
| 9    | Sandrine Bache   | France               | 13.5   | 9           | 9           |
| 10   | Jeanette Smith   | Royaume-Uni          | 15.0   | 10          | 10          |

### Couples
| Rang | Nom                                   | Pays                 | Points | Prog. court | Prog. libre |
| ---- | ------------------------------------- | -------------------- | ------ | ----------- | ----------- |
| 1    | Elena Bechke / Denis Petrov           | Union soviétique     | 1.5    | 1           | 1           |
| 2    | Peggy Schwarz / Alexander König       | Allemagne de l'Est   | 3.0    | 2           | 2           |
| 3    | Calla Urbanski / Mark Naylor          | États-Unis           | 4.5    | 3           | 3           |
| 4    | Anuscha Gläser / Stefan Pfrengle      | Allemagne de l'Ouest | 6.5    | 5           | 4           |
| 5    | Melanie Gaylor / Lee Barkell          | Canada               | 7.0    | 4           | 5           |
| 6    | Kathryn Pritchard / Jason Briggs      | Royaume-Uni          | 9.0    | 6           | 6           |
| 7    | Henrietta Wörner / Andreas Sigurdsson | Allemagne de l'Ouest | 10.5   | 7           | 7           |
| 8    | Saskia Bourgeois / Guy Bourgeois      | Suisse               | 12.0   | 8           | 8           |

### Danse sur glace
| Rang | Nom                                     | Pays                 | Points | Danse imposée | Danse originale | Danse libre |
| ---- | --------------------------------------- | -------------------- | ------ | ------------- | --------------- | ----------- |
| 1    | Maïa Oussova / Alexandre Jouline        | Union soviétique     | 2.0    | 1             | 1               | 1           |
| 2    | Suzanne Semanick / Ron Kravette         | États-Unis           | 4.0    | 2             | 2               | 2           |
| 3    | Andrea Weppelmann / Hendryk Schamberger | Allemagne de l'Ouest | 6.8    | 5             | 3               | 3           |
| 4    | Monika Mandikova / Oliver Pekar         | Tchécoslovaquie      | 7.6    | 3             | 4               | 4           |
| 5    | Pamela Watson / Michael Farrington      | Canada               | 9.2    | 3             | 5               | 5           |
| 6    | Saskia Stahler / Sven Authorsen         | Allemagne de l'Ouest | 12.0   | 6             | 6               | 6           |
| 7    | Chrystelle Descolis / Ludovic Deville   | France               | 16.0   | 7             | 7               | 9           |
| 8    | Lisa Williams / Mark Poole              | Royaume-Uni          | 16.2   | 8             | 10              | 7           |
| 9    | Diane Gerencser / Bernard Columberg     | Suisse               | 16.4   | 9             | 8               | 8           |
| 10   | Aliz Veres / Gyula Szombathelyi         | Hongrie              | 19.4   | 10            | 9               | 10          |

## Sources
- (en) « Ice ABROAD, NATIONS–CUP ON ICE 1989 GELSENKIRCHEN, FEDERAL REPUBLIC OF GERMANY NOVEMBER 16-18, 1989 », sur usfsa.xmlmanager.qg.com
- Patinage Magazine N°20 (Décembre 1989-Janvier/Février 1990)